# Ubangi
Ubangi je reka, ki teče skozi Demokratično republiko Kongo, Republiko Kongo in Srednjeafriško republiko; pozneje se priključi reki Kongo.
V 60. letih 20. stoletja so načrtovali, da bi preusmerili tok reke v jezero Čad, s čimer bi poživeli jezero in povečali ribolov ter namakalno poljedelstvo, s tem pa povečali proizvodnjo hrane.